# Mário Peixoto
Mário Peixoto   (àrea metropolitana de Brussel·les, 25 de març de 1908 - Rio de Janeiro, 3 de febrer de 1992), de nom complet Mário Rodrigues Breves Peixoto, fou un cineasta, guionista i escriptor brasiler.

## Biografia
Mário Peixoto va néixer en el si d'una família benestant; descendia, per part de pare, dels propietaris dels enginys sucrers de Campos i, per part de mare, del comanador Joaquim José de Souza Breves, traficant d'esclaus i el major conreador de cafè de l'Imperi del Brasil.
Va assistir al col·legi Santo Antônio Maria Zaccaria entre 1917 i 1926, i al Hopedene College de Willingdon (Anglaterra) entre octubre de 1926 i agost de 1927. A l'any següent va tornar al Brasil i va fundar el primer cineclub del país, el Chaplin Club, que entre agost de 1928 i desembre de 1930 va publicar nou números de la revista O Fan.
Peixoto va dirigir, va escriure, va produir i va muntar la seva única pel·lícula, Limite, estrenada el 17 de maig de 1931 al cinema Capitólio de Rio de Janeiro. Aquest mateix any va publicar una col·lecció de poemes anomenada Mundéu i va començar a rodar Onde a terra acaba, però la producció es va detenir a causa de les discrepàncies entre ell i Carmen Santos, l'actriu protagonista i la seva finançadora. Dos anys després va publicar la seva primera novel·la, O inútil de cada um, que des de 1967 va ser ampliada amb la finalitat de dividir-la en sis volums; només el primer d'ells, O inútil de cada um – Itamar va ser publicat el 1984.
La pel·lícula Limite, que no havia gaudit de massa èxit, va ser restaurada en 1978 i des de llavors va passar a ser considerada com una de les millors pel·lícules brasileres. Entre altres projectes cinematogràfics que va deixar inacabats estaven Constância, Maré baixa, Três Contra o Mundo, O ABC de Castro Alves i A alma segundo Salustre.
Peixoto va morir el 3 de febrer de 1992 a Rio de Janeiro (Brasil). En 2002 va ser publicada Poemas de permeio com o mar, una col·lecció de poemes que va escriure entre 1930 i 1960, i, dos anys després, Saulo Pereira de Mello va recollir en la col·lecció Six stories and two short plays tres dels seus contes curts i una obra de teatre que ja van ser publicats en 1931 per la revista Bazar.

## Filmografia
- 1931 - Limite

## Filmografia inacabada
- 1933 - Onde a Terra acaba (el títol inicial seria Sonolência.)
- 1934 - Tiradentes
- 1936 - Maré baixa
- 1938 - Três contra o mundo
- 1946 - O ABC de Castro Alves (Basada en l'obra del mateix títol de Jorge Amado.)
- 1948 - Sargaço
- 1964 - Outono/O jardim petrificado (Coautoria de Saulo Pereira de Mello. Vagament basada en el conte Missa del Gall de Joaquim Machado de Assis.)

## Llibres
- Mário Peixoto. O Inútil de Cada Um. Itamar. Rio de Janeiro: Record, 1984.
- Mário Peixoto. A Alma, Segundo Salustre; roteiro de Mário Peixoto. Rio de Janeiro: EMBRAFILME-DAC, 1983, p. 2.
- Mário Peixoto. Limite. “Scenario” original. Rio de Janeiro: Sette Letras. 1996.
- Mário Peixoto. O Inútil de Cada Um. Rio de Janeiro: Sette Letras, 1996 (reedição da versão de 1931, 153 p.).
- Mário Peixoto. Mundéu. Rio de Janeiro: Sette Letras, 1996.
- Mário Peixoto e Saulo Pereira de Mello. Outono – O Jardim Petrificado (scenario). Rio de Janeiro: Aeroplano, 2000.
- Mário Peixoto. Poemas de Permeio com o Mar. Rio de Janeiro: aeroplano, 2002.
- Mário Peixoto. Seis Contos e Duas Peças Curtas. Rio de Janeiro: Aeroplano, 2004.

## Crítica
- Saulo Pereira de Mello. Límit, fotogramas. Rio de Janeiro: FUNARTE.
- Saulo Pereira de Mello. Límit. Rio de Janeiro: Rocco, 1996.
- Saulo Pereira de Mello. Mário Peixoto. Rio de Janeiro: Can Rui Barbosa, 1996.
- Saulo Pereira de Mello. Mário Peixoto - Escrits sobre Cinema. Rio de Janeiro: Aeroplano, 2000.
- Luis Carlos de Morals Junior. "Mário, pirata", in L'Estudiant del Cor. Rio de Janeiro: Quártica, 2010.

## Documental
- Sérgio Machado. Onde a Terra acaba, 2001. Documental en homenatge al director Mário Peixoto, sobre la seua segona pel·lícula, inacabada i homònima.
- Ruy Solberg. O Homem do Morcego, 1979. Documental sobre Mário Peixoto i el Sítio do Morcego.